# 荷西·安德拉德
何塞·莱安德罗·安德拉德（1901年11月22日—1957年10月5日）是一名乌拉圭足球运动员，司职边锋，是1920年代的 乌拉圭国家足球队隊員，他曾幫助烏拉圭奪得两枚奥运会金牌以及1930年國際足協世界盃的冠軍。
荷西·安德拉德的母亲是阿根廷人，而荷西·安德拉德出生時其父亲據稱已经98岁，據說其父是一名在非洲出生、从巴西逃到烏拉圭的非洲黑奴。 
安德拉德最終因酗酒在蒙得维的亚的一个避难所中去世，享年55岁，當時他身上身无分文。 